# Affrontements de Beyrouth de 2021
Les affrontements de Beyrouth de 2021 sont des affrontements armés survenus le 14 octobre 2021 dans la capitale libanaise Beyrouth entre les Forces libanaises et des membres du Hezbollah et du Mouvement Amal, faisant sept morts et 32 blessés.
Les violences ont éclaté lors d'une manifestation organisée par le Hezbollah et ses alliés contre le juge principal enquêtant sur l'explosion de 2020 dans le port de la ville, les manifestants, armés, ayant été pris sous les tirs de membres présumés des Forces libanaises. Quatre membres ou sympathisants du Hezbollah et trois membres ou sympathisants du Amal sont abattus.
Les affrontements ont lieu aux abords du Palais de justice, situé le long de l'ancienne ligne de front entre les zones musulmanes chiites et chrétiennes. Les affrontements sont les plus meurtriers du pays depuis le conflit libanais de 2008.

## Contexte
Le Liban est en état de crise de liquidité libanaise depuis 2019 (en) et la situation s'est encore aggravée avec la récession due à la pandémie de COVID-19 et l'explosion du port de Beyrouth en août 2020. 
À l'automne 2021, la situation apparait comme critique : effondrement du cours de la monnaie nationale, inflation galopante (le coût de la nourriture a bondi de 700 % au cours des deux années précédentes), licenciements massifs, taux de pauvreté de 78 % selon l’ONU, fréquentes coupures d’électricité, pénurie de carburant, et le 9 octobre 2021, le pays a plongé dans une panne électrique nationale de 24 heures, les centrales électriques étant à court de carburant,.
L'enquête sur la double explosion du port de Beyrouth en 2020 connaît de nombreuses entraves.
 Le premier juge, Fadi Sawwan, a été démis de ses fonctions après avoir inculpé deux anciens ministres pour négligence. 
En septembre 2021, le second juge, Tarek al-Bitar, reçoit des menaces et intimidations,.

## Chronologie
Le 14 octobre 2021, le Hezbollah et ses alliés du Amal organisent une manifestation, contre le juge principal Tarek al-Bitar et défilent, lourdement armés, vers le palais de justice. 
La veille, le chef des Forces libanaises, Samir Geagea, a appelé à « un blocage total et pacifique » dans la rue afin de faire face à cette manifestation,.
Des tireurs d'élite des Forces libanaises ouvrent le feu dans les rues de Beyrouth et se livrent à une fusillade contre des combattants du Hezbollah et du mouvement Amal avec des armes lourdes, notamment des fusils d'assaut et des lance-roquettes, en plein centre ville. Quatre membres ou sympathisants du Hezbollah et trois membres ou sympathisants du Amal sont tués, et 32 personnes sont blessées,,.